# Hibbertia avonensis
Hibbertia avonensis är en tvåhjärtbladig växtart som beskrevs av Judith Roderick Wheeler. Hibbertia avonensis ingår i släktet Hibbertia och familjen Dilleniaceae. Inga underarter finns listade i Catalogue of Life.